# Nathalie Baye
Nathalie Marie Andrée Baye (Mainneville, 6 juli 1948) is een Frans actrice. Zij won meer dan tien acteerprijzen, waaronder de Volpi Cup op het Filmfestival van Venetië voor Une liaison pornographique (1999) en Césars voor zowel Sauve qui peut (la vie) (1980), Une étrange affaire (1981), La Balance (1982) als Le petit lieutenant (2005).
Baye maakte in 1972 haar filmdebuut als Giselle in Faustine et le bel été. Sindsdien verscheen zij in meer dan 65 films. Het merendeel daarvan is Franstalig, doch niet exclusief. Zo speelde ze in de Amerikaanse titels Two People (1973), The Man Inside (1990, naast onder anderen Monique van de Ven) en Catch Me If You Can (2002).
In de jaren tachtig vormde Baye een stel met de Franse rock-'n-rollzanger Johnny Hallyday. Met hem kreeg ze in 1983 dochter Laura Smet, die sinds 2003 ook een aantal filmrollen speelde.
Baye is ook lid van Les Enfoirés en van de door Coluche gestichte liefdadigheidsinstelling Restos du Coeur.

## Filmografie
*Exclusief 5+ televisiefilms
| - 2022 - Downton Abbey: A New Era (Julian Fellowes) - 2017 - Les Gardiennes (Xavier Beauvois) - 2016 - Alibi.com (Philippe Lacheau) - 2016 - Moka (Frédéric Mermoud) - 2016 - Juste la fin du monde (Xavier Dolan) - 2015 - Préjudice (Antoine Cuypers) - 2014 - La Volante (Christophe Ali en Nicolas Bonilauri) - 2014 - Lou! Journal infime (Julien Neel) - 2014 - L'Affaire SK1 (Frédéric Tellier) - 2013 - Les reines du ring (Jean-Marc Rudnicki) - 2012 - Laurence Anyways (Xavier Dolan) - 2011 - Je n'ai rien oublié (Bruno Chiche) - 2011 - HH, Hitler à Hollywood (Frédéric Sojcher) - 2010 - De vrais mensonges (Pierre Salvadori) - 2010 - Ensemble, c'est trop (Léa Fazer) - 2009 - Visage (Tsai Ming-liang) - 2008 - Cliente (Josiane Balasko) - 2008 - Les Bureaux de Dieu (Claire Simon) - 2008 - Passe-passe (Tonie Marshall) - 2007 - Le prix à payer (Alexandra Leclère) - 2007 - Michou d'Auber (Thomas Gilou) - 2007 - Mon fils à moi (Martial Fougeron) - 2006 - Ne le dis à personne (Guillaume Canet) - 2006 - The Ant Bully (John A. Davis) (stem Franstalige versie van de animatiefilm) - 2006 - La Californie (Jacques Fieschi) - 2005 - Le petit lieutenant (Xavier Beauvois) - 2005 - L'un reste, l'autre part (Claude Berri) - 2004 - Une vie à t'attendre (Thierry Klifa) - 2003 - France Boutique (Tonie Marshall) - 2003 - Les sentiments (Noémie Lvovsky) - 2003 - La Fleur du mal (Claude Chabrol) - 2002 - Catch Me If You Can (Steven Spielberg) - 2001 - Absolument fabuleux (Gabriel Aghion) - 2001 - Barnie et ses petites contrariétés (Bruno Chiche) - 2000 - Ça ira mieux demain (Jeanne Labrune) - 2000 - Selon Matthieu (Xavier Beauvois) - 1999 - Une liaison pornographique (Frédéric Fonteyne) - 1999 - Vénus Beauté (institut) (Tonie Marshall) - 1998 - Si je t'aime, prends garde à toi (Jeanne Labrune) - 1998 - Paparazzi (Alain Berberian) - 1997 - Food of Love (Stephen Poliakoff) - 1996 - Enfants de salaud (Tonie Marshall) - 1995 - La Mère (Caroline Bottaro) (korte film) | - 1994 - La Machine (François Dupeyron) - 1993 - And the Band Played On (Roger Spottiswoode) (documentaire) - 1992 - Mensonge (François Margolin) - 1992 - From Time to Time (Jeff Blyth) - 1992 - La voix (Pierre Granier-Deferre) - 1990 - Un week-end sur deux (Nicole Garcia) - 1990 - The Man Inside (Bobby Roth) - 1990 - La Baule-les Pins (Diane Kurys) - 1990 - Le Pinceau à lèvres (Bruno Chiche) (korte film) - 1989 - Gioco al massacro (Massacre Play) (Damiano Damiani) - 1988 - En toute innocence (Alain Jessua) - 1987 - De guerre lasse (Robert Enrico) - 1985 - Lune de miel (Patrick Jamain) - 1985 - Le neveu de Beethoven (Paul Morrissey) - 1985 - Détective (Jean-Luc Godard) - 1984 - Rive droite, rive gauche (Philippe Labro) - 1984 - Notre histoire (Bertrand Blier) - 1983 - J'ai épousé une ombre (Robin Davis) - 1982 - La Balance (Bob Swaim) - 1982 - Le Retour de Martin Guerre (Daniel Vigne) - 1981 - Une étrange affaire (Pierre Granier-Deferre) - 1981 - L'Ombre rouge (Jean-Louis Comolli) - 1981 - Beau-père (Bertrand Blier) - 1981 - La Provinciale (Claude Goretta) - 1980 - Sauve qui peut (la vie) (Jean-Luc Godard) - 1980 - Une semaine de vacances (Bertrand Tavernier) - 1980 - Je vais craquer!!! (François Leterrier) - 1979 - La mémoire courte (Eduardo de Gregorio) - 1978 - Mon premier amour Élie Chouraqui) - 1978 - La chambre verte (François Truffaut) - 1977 - Monsieur Papa (Philippe Monnier) - 1977 - L'homme qui aimait les femmes (François Truffaut) - 1977 - La communion solennelle (René Féret) - 1976 - Mado (Claude Sautet) - 1976 - L'Ultima donna (La dernière femme) (Marco Ferreri) - 1976 - Le Voyage de noces (Nadine Trintignant) - 1976 - Le plein de super (Alain Cavalier) - 1975 - Un jour, la fête (Pierre Sisser) - 1974 - La Gifle (Claude Pinoteau) - 1974 - La gueule ouverte (Maurice Pialat) - 1973 - La Nuit américaine (François Truffaut) - 1972 - Faustine et le bel été (Nina Companeez) |

## Prijzen en nominaties

### Prijzen

#### César voor beste actrice
- 1983 - La Balance
- 2006 -  Le petit lieutenant

#### César voor beste vrouwelijke bijrol
- 1981 - Sauve qui peut (la vie)
- 1982 - Une étrange affaire

### Nominaties

#### César voor beste actrice
- 1981 - Une semaine de vacances
- 1984 - J'ai épousé une ombre
- 1991 - Un week-end sur deux
- 2001 - Vénus beauté (institut)
- 2004 - Les sentiments

#### César voor beste vrouwelijke bijrol
- 2017 - Juste la fin du monde

- Bibsys: 99024476
- Biblioteca Nacional de España: XX1172859
- Bibliothèque nationale de France: cb13891255w (data)
- Catàleg d'autoritats de noms i títols de Catalunya: 981058512293706706
- Gemeinsame Normdatei: 130571431
- International Standard Name Identifier: 0000 0001 2280 4411
- Library of Congress Control Number: no96064453
- MusicBrainz: 4a9fbd78-3636-4660-817d-1c9fdd45d860
- Nationale Bibliotheek van Tsjechië: xx0171712
- Nationale bibliotheek van Australië: 36036971
- Nationale Bibliotheek van Israël: 987007447176605171
- Nationale Bibliotheek van Polen: a0000001828681
- Nederlandse Thesaurus van Auteursnamen: 073748560
- Réseau des bibliothèques de Suisse occidentale: 02-A002979679
- SNAC: w6z9089z
- Système universitaire de documentation: 052194817
- Virtual International Authority File: 56795335
- WorldCat: E39PBJyWQ7JTkXT6Rv8CbYCRKd